# 人民陪审员
人民陪审员制度，是中华人民共和国的一项基本司法制度，指的是在人民法院中非职业法官者参与审判（但是不得担任审判长）、与职业法官共同组成合议庭来审判案件的司法制度。
《中华人民共和国人民陪审员法》是规范人民陪审员制度的法律，于2018年4月27日颁布实施。至2020年12月，人民陪审员总数达33.6万余人。《人民陪审员法》实施至 2020年12月，人民陪审员共参审民事案件623.3万余件，刑事案件131.5万余件，行政案件53.7万余件，由人民陪审员参与组成七人合议庭审结社会影响重大的案件1.5万余件。

## 特点

### 陪审员选任
人民陪审员人员相对固定，主要由基层推荐、法院审核、人大任命，每届任期五年。《人民陪审员法》确立了人民陪审员随机抽选为主、个人申请和组织推荐为辅的方式。《人民陪审员法》对人民陪审员选任作出要求，包括“高中以上”文化程度，同时，年龄28周岁。部分法院对涉及医疗、金融、房产、财会等专业性较强的案件，实现专业案件由专业的人民陪审员随机参审。
有学者认为，人民陪审员制度使人民群众得以参与司法，通过自己对民风民俗及生活常识的了解，与职业法官一同审判。

### 陪审员审判的适用案件
《人民陪审员法》规定，涉及群体利益、公共利益，人民群众广泛关注或其他社会影响较大的第一审刑事、民事、行政案件，均适用陪审制，法律规定由法官独任审理或由法官组成合议庭审理的除外。
《人民陪审员法》也规定了7人合议庭的案件参审范围：
- 可能判处十年以上有期徒刑、无期徒刑、死刑，社会影响重大的刑事案件；
- 根据民事诉讼法、行政诉讼法提起的公益诉讼案件；
- 涉及征地拆迁、环境保护、食品药品安全等社会影响重大的案件。

### 陪审员的作用
《人民陪审员法》规定，在3人合议庭中，不区分“事实审”与“法律审”，人民陪审员与法官有同等权利；在7人合议庭中，人民陪审员只参与审理事实认定问题，不审理法律适用问题。
与陪审制不同，人民陪审员不仅具有裁决决定权，还参与合议庭具有量刑决定权。

## 历史
人民陪审员制度起源于20世纪30年代的中国的中共根据地、边区和解放区。
2004年，全国人大常委会审议通过《关于完善人民陪审员制度的决定》，第一次以单行法的形式明确了人民陪审员制度。2013年，最高人民法院推出人民陪审员倍增计划，使全国陪审员总数达22万多人。此后，中国共产党的十八届三中、四中全会对推进人民陪审员制度作出部署。2015年4月1日，《人民陪审员制度改革试点方案》经中央全面深化改革领导小组审议通过。
2015年下半年起推行陪審員改革，由組織推薦改為隨機選拔，先由北京開始試點，先由當地中級人民法院案件管轄範圍內考核列出數千名符合教育、職業、專長、學歷、政治等條件的優選者再詢問本人意見後海選出數百人，再抽籤一百多人任命，每一案件的數位陪審員則由被告人抽籤選出。此次改革通過加大陪审员人數和陪审制案件數量，降低法官判案的隨意性，免除以往的弊端，同時又用非組織推薦的海選抽選，讓當地中共組織領導和法院組織、法官群的權力都受到制約削弱，以打擊基層的一些司法弊端。
2017年4月，全国人大常委会又决定将试点期限延长一年。
2018年4月27日，《中华人民共和国人民陪审员法》公布并施行。
此后，最高人民法院出台了《最高人民法院关于适用〈中华人民共和国人民陪审员法〉若干问题的解释》，最高人民法院、司法部联合出台了《人民陪审员选任办法》（2018年8月）、《人民陪审员培训、考核、奖惩工作办法》（2019年4月）及《〈中华人民共和国人民陪审员法〉实施中若干问题的答复》（2020年8月）。